# تپه علیرضاآباد
تپه علیرضا آباد مربوط به سده‌های اولیه و میانه دوران‌های تاریخی پس از اسلام است و در شهرستان تاکستان، بخش اسفرورین، دهستان خرم‌آباد، روستای علیرضاآباد واقع شده و این اثر در تاریخ ۲۶ اسفند ۱۳۸۶ با شمارهٔ ثبت ۲۲۲۲۲ به‌عنوان یکی از آثار ملی ایران به ثبت رسیده است.